# Escalona
Escalona – miasto w Hiszpanii, we wspólnocie autonomicznej Kastylia-La Mancha. W 2007 liczyło 3 307 mieszkańców.

## Miasta partnerskie
- Villena, Hiszpania
- Peñafiel, Hiszpania
- Plasencia, Hiszpania